# Máriás papi mozgalom
A máriás papi mozgalom (angolul Marian Movement of Priests, MMP) olyan katolikus lelkiségi irányzat, mely a római katolikus egyház tanítását vallva, Szűz Máriás lelkületben, szorosabb egységre akarja vezetni elsősorban a papokat püspökükkel és a pápával.

## Története
1972. május 8-án Stefano Gobbi olasz pap egy fatimai zarándoklaton, a Jelenési Kápolnában imádkozva indítást érzett arra, hogy alapítson mozgalmat olyan papok részvételével, akik felajánlják magukat "Szűz Mária Szeplőtelen Szívének" és szilárd egységben maradnak a római katolikus egyházzal és annak vezetőjével, a Pápával, a rájuk bízott híveket pedig segítik teljesen ráhagyatkozni Szűz Máriára. Az alapító állítólag Szűz Máriától kap üzeneteket, amik nyomtatásban is folyamatosan megjelennek. Az alapító lelkinaplóját több mint 20 nyelvre fordították le, köztük kínaira és arabra is, legtöbbjük imprimaturral lett ellátva. A mozgalomhoz bárki csatlakozhat, aki erre hívást érez.1994-re világszerte 300 püspök, kb. 70 ezer pap és több millió hívő vett részt a mozgalomban. Milánóban van a mozgalom nemzetközi centruma (Centro Internazionale Movimento Sacerdotale Mariano). A mozgalom hazai elindítója és első magyarországi felelőse Dr. Erdős Mátyás apostoli protonotárius, az esztergomi szeminárium egykori lelki igazgatója volt.

## Tevékenysége
A mozgalom tagjainak feladatai:
1. Felajánlják magukat "Szűz Mária Szeplőtelen Szívének".
2. Egységben legyenek a római katolikus egyházzal és annak vezetőjével, a Pápával.
3. Segítséget kívánnak nyújtani másoknak is ahhoz, hogy képesek legyenek teljesen ráhagyatkozni Szűz Máriára.

A mozgalom összejöveteleit cönákulumnak nevezik, utalva az Utolsó vacsora termében a Szűzanyával együtt imádkozó apostolok közösségére. Ezt az Apostolok cselekedeteiben leírt eseményt (annak közvetlen előzményeivel és az azt követő pünkösdi eseményekkel együtt) a mozgalom saját szentírási és dogmatikai alapjának tekinti. A cönákulumok olyan családi és templomi összejövetelek, ahol Szűz Máriás lelkülettel együtt imádkoznak az Egyház és a világ megújulásáért.
A cönákulum általános menete:
1. Elimádkozzák a rózsafüzért.
2. Imádkoznak a Szentatyáért egy Miatyánk-ot, egy Üdvözlégy-et és egy Dicsőség-et.
3. Az alapító Gobbi atya által kapott üzenetekből olvasnak fel.
4. Megújítják felajánlásukat a "Szűzanya Szeplőtelen Szívének".

A Máriás Papi Mozgalom magyarországi központja a Budapest VI. kerületi Szent Család Plébánia. A Szondi utca 67. szám alatti Szent Család-templomban minden hónap 13-án (a fatimai üzenet emléknapján) a Rákosi Mátyás által felrobbantott „Regnum Marianum templom” ide menekített padjaiban déli 12–14 óráig Szűz Máriás lelkülettel imádkoznak a magyar jövőért. Minden szombaton este 17-től 19 óráig Oltáriszentség-imádással és szentmisével egybekötött cönákulumot tartanak.
A mozgalom folyóirata, a „Mária Kora”, negyedévenként jelenik meg és négyezer példányban terjesztik az egész országban. Létrehozták a Mária Kora Alapítványt, melynek célja a hagyományos Szűz Mária tisztelet és a Máriás Papi Mozgalom céljainak elősegítése, és a magyar keresztény ifjúság nevelése, oktatása az ősi magyar keresztény hagyományok megismerésére és tiszteletére.
A Magyar Máriás Papi Mozgalom a Máriatisztelet elmélyítésében, terjesztésében 2004. évtől együttműködik a Mária Légió Magyar Mária Régiájával.